# 1971 في إيطاليا
فيما يلي قوائم الأحداث التي وقعت خلال عام 1971 في إيطاليا.

## سياسة

### تعيين في المنصب
- 29 ديسمبر – جوزيبي ساراغات عضو مجلس الشيوخ مدى الحياة.
- 29 ديسمبر – جيوفاني ليوني رئيس إيطاليا.

### انتهاء فترة المنصب
- 24 ديسمبر – جيوفاني ليوني عضو مجلس الشيوخ مدى الحياة.
- 29 ديسمبر – جوزيبي ساراغات رئيس إيطاليا.

## أفلام
من الأفلام التي صدرت هذه السنة في إيطاليا:
- 1 يناير – الضوء في إحاطة العالم من إخراج كيفن بيلينغتون.
- 1 يناير – الموت في البندقية من إخراج لوتشينو فيسكونتي.
- 1 يناير – شخص ما وراء الباب من إخراج نيكولا غيسنر.

## مواليد

### يناير
- 25 يناير – لوكا بادور سائق سيارة سباق إيطالي.
- 26 يناير – نيكولا برونو لاعب كرة مضرب إيطالي.

### فبراير
- 25 فبراير – أندريا نافارا

### مارس
- 6 مارس – جانلوكا أتزوري لاعب كرة قدم إيطالي.
- 13 مارس – أليساندرو أبيو لاعب كرة سلة إيطالي.
- 16 مارس – لوكا بيديرسولي سائق رالي إيطالي.
- 31 مارس – ماتيو تريفولوني

### أبريل
- 1 أبريل – دانييلي ليوتي ممثل إيطالي.
- 14 أبريل – جانلويجي سكالفيني متسابق دراجات نارية إيطالي.
- 24 أبريل – ستيفانيا روكا ممثلة إيطالية.

### يونيو
- 3 يونيو – لويجي دي بياجو لاعب كرة قدم إيطالي.
- 13 يونيو – ستيفانو بيسكوسوليدو لاعب كرة مضرب إيطالي.
- 19 يونيو – فيتورينو جواريشي متسابق دراجات نارية إيطالي.
- 26 يونيو – ماكس بياجي متسابق دراجات نارية إيطالي.

### يوليو
- 24 يوليو – دينو باجو لاعب كرة قدم إيطالي.
- 26 يوليو – أندريا فورتوناتو لاعب كرة قدم إيطالي.
- 27 يوليو – اليساندرو بيرتوليني درّاج طريق إيطالي.

### أغسطس
- 9 أغسطس – دافيدي ريبلين درّاج طريق إيطالي.
- 11 أغسطس – فينتشنزو سانتوبادري لاعب كرة مضرب إيطالي.
- 14 أغسطس – أندريا بيرون درّاج طريق إيطالي.
- 14 أغسطس – راؤول بوفا ممثل إيطالي.
- 20 أغسطس – روزيلا بريشيا
- 23 أغسطس – ديميتريو ألبرتيني لاعب كرة قدم إيطالي.
- 25 أغسطس – جيلبرتو سيموني درّاج طريق إيطالي.

### أكتوبر
- 5 أكتوبر – نيكولا ريتزولي
- 29 أكتوبر – كيارا بادانو

### ديسمبر
- 2 ديسمبر – فرانشيسكو تولدو لاعب كرة قدم إيطالي.
- 27 ديسمبر – أوسكار بوزي دراج إيطالي.
- 27 ديسمبر – لوكا بوسكوسكورو متسابق دراجات نارية إيطالي.

## وفيات

### فبراير
- 1 فبراير – جيوفاني موريتي (مواليد 1909) لاعب كرة قدم إيطالي.

### أبريل
- 4 أبريل – أنجيلو بيرجامونتي (مواليد 1939) متسابق دراجات نارية إيطالي.

### مايو
- 26 مايو – أرماندو بيتشي (مواليد 1935) لاعب ومدرب كرة قدم إيطالي.

### يونيو
- 25 يونيو – ماريو ماغنوزي (مواليد 1902) لاعب ومدرب كرة قدم إيطالي.
- 30 يونيو – ألبرتو غيلاردي (مواليد 1909) درّاج طريق إيطالي.

### أغسطس
- 14 أغسطس – إرمينيو سبالا (مواليد 1897)

### سبتمبر
- 10 سبتمبر – بيير أنجيلي (مواليد 1932)
- 21 سبتمبر – غوليلمو ناسي (مواليد 1879)

### نوفمبر
- 5 نوفمبر – لويجي تاسيلي (مواليد 1901) درّاج طريق إيطالي.